# National Council of Provinces

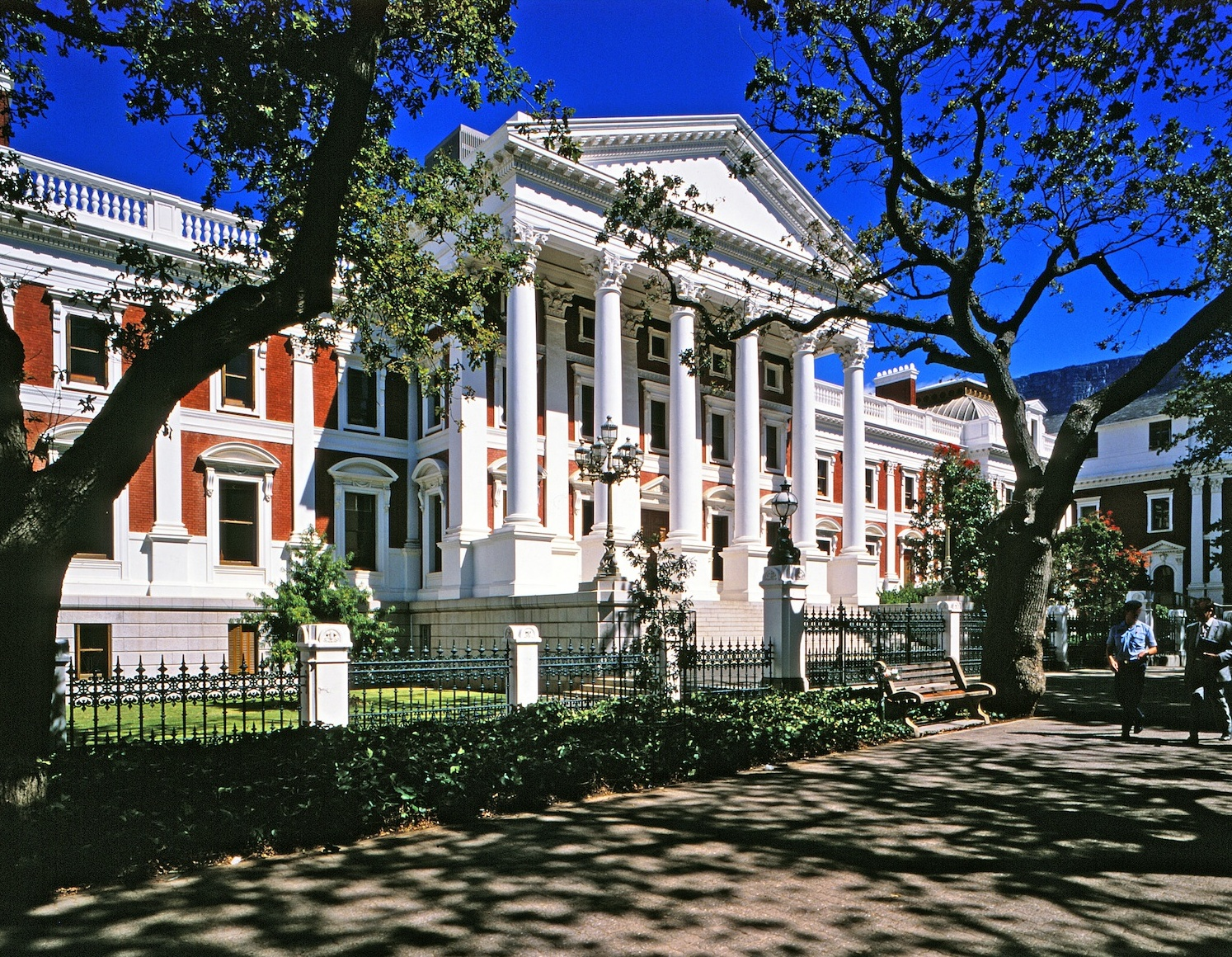
Die Houses of Parliament in Kapstadt, Tagungsort des NCOP

Der National Council of Provinces (NCOP; deutsch Nationalrat der Provinzen) ist eine Kammer im parlamentarischen Zweikammersystem von Südafrika und ist die Vertretung der Provinzen. Es besteht seit 1997 und löste den Senat ab, der mit dem Ende der Apartheid 1994 auf Grundlage der Übergangsverfassung eingerichtet worden war.
Die zweite Kammer des südafrikanischen Parlaments ist die Nationalversammlung.

## Zusammensetzung
Die 90 Abgeordneten des NCOP werden durch indirekte Wahl bestimmt. Bei den alle fünf Jahre abgehaltenen Wahlen stimmen die Bürger über die Zusammensetzung der Nationalversammlung und die neun Provinzversammlungen ab. Jede Provinzversammlung nominiert – unabhängig von der Bevölkerungszahl – zehn Abgeordnete für das NCOP, darunter sechs ständige Mitglieder und vier Sonderdelegierte. Zu den Sonderdelegierten gehören jeweils der Premierminister der Provinz oder sein Bevollmächtigter sowie drei ad hoc beauftragte Mitglieder, die Abgeordnete der jeweiligen Provinzversammlung sein müssen. Die drei Sonderdelegierten werden durch die jeweilige Provinzversammlung gewählt. Sie sollen entsprechend ihrer Sachkompetenz in Bezug auf das jeweilig zur Entscheidung anstehende Gesetzesvorhaben ausgewählt werden. Die zehn Mitglieder jeder Provinz müssen gemäß der Verfassung die Sitzverteilung in der Provinzversammlung widerspiegeln. Bei Abstimmungen gibt jede Provinz eine Stimme ab. Neben den 90 genannten Mitgliedern können bis zu zehn Delegierte der South African Local Government Association (SALGA) an den Sitzungen teilnehmen; sie haben jedoch kein Stimmrecht.
Nach den Wahlen 2024 wurden die 54 ständigen NCOP-Mitglieder am 15. Juni 2024 vereidigt. Dabei ergab sich die folgende Sitzverteilung, aufgeschlüsselt nach Provinzen. Angegeben ist jeweils die Anzahl der ständigen Mitglieder.
Zu den Sonderdelegierten und deren Parteizugehörigkeiten sind noch keine öffentlichen Informationen abrufbar.
| Partei           | Partei                     | Art der Delegierten | Provinz | Provinz | Provinz | Provinz | Provinz | Provinz | Provinz | Provinz | Provinz | Gesamt | Gesamt |
| Partei           | Partei                     | Art der Delegierten | EC      | FS      | G       | KZN     | L       | M       | NW      | NC      | WC      | Gesamt | Gesamt |
| ---------------- | -------------------------- | ------------------- | ------- | ------- | ------- | ------- | ------- | ------- | ------- | ------- | ------- | ------ | ------ |
|                  | African National Congress  | ständige Delegierte | 3       | 3       | 2       | 1       | 4       | 3       | 4       | 3       | 1       | 24     |        |
| Sonderdelegierte | African National Congress  |                     |         |         |         |         |         |         |         |         |         |        |        |
|                  | Democratic Alliance        | ständige Delegierte | 1       | 1       | 2       | 1       | 1       | 1       | 1       | 1       | 3       | 12     |        |
| Sonderdelegierte | Democratic Alliance        |                     |         |         |         |         |         |         |         |         |         |        |        |
|                  | uMkhonto we Sizwe          | ständige Delegierte | –       | –       | 1       | 3       | –       | 1       | –       | –       | –       | 5      |        |
| Sonderdelegierte | uMkhonto we Sizwe          |                     |         |         |         |         |         |         |         |         |         |        |        |
|                  | Economic Freedom Fighters  | ständige Delegierte | 1       | 1       | 1       | –       | 1       | 1       | 1       | 1       | 1       | 8      |        |
| Sonderdelegierte | Economic Freedom Fighters  |                     |         |         |         |         |         |         |         |         |         |        |        |
|                  | Vryheidsfront Plus         | ständige Delegierte | –       | 1       | –       | –       | –       | –       | –       | 1       | –       | 2      |        |
| Sonderdelegierte | Vryheidsfront Plus         |                     |         |         |         |         |         |         |         |         |         |        |        |
|                  | Inkatha Freedom Party      | ständige Delegierte | –       | –       | –       | 1       | –       | –       | –       | –       | –       | 1      |        |
| Sonderdelegierte | Inkatha Freedom Party      |                     |         |         |         |         |         |         |         |         |         |        |        |
|                  | United Democratic Movement | ständige Delegierte | 1       | –       | –       | –       | –       | –       | –       | –       | –       | 1      |        |
| Sonderdelegierte | United Democratic Movement |                     |         |         |         |         |         |         |         |         |         |        |        |
|                  | Patriotic Alliance         | ständige Delegierte | –       | –       | –       | –       | –       | –       | –       | –       | 1       | 1      |        |
| Sonderdelegierte | Patriotic Alliance         |                     |         |         |         |         |         |         |         |         |         |        |        |
| Summe            | Summe                      | Summe               | 10      | 10      | 10      | 10      | 10      | 10      | 10      | 10      | 10      | 90     | 90     |

In der Legislaturperiode 2019–2024 war Amos Masondo Vorsitzender seit Mai 2019, seine Stellvertreterin Sylvia Lucas, beide ANC. Chief Whip des NPOC war Seiso Joel Mohai (ANC). Oppositionsführerin war Cathlene Labuschagne (DA).
Die Parlamentswahlen von 2024 veränderten die Zusammensetzung. Vorsitzende ist Refilwe Mtshweni-Tsipane vom ANC. Der Chief Whip of the National Council of Provinces ist Kenneth Mosimanegape Mmoiemang (ANC), ein Vertreter der Provinz Northern Cape.
Das NCOP tagt in der NPOC Chamber der Houses of Parliament in Kapstadt.

## Aufgaben des NCOP
Das NCOP kann Gesetze erörtern, ergänzen, vorschlagen oder ablehnen. Es muss alle nationalen Gesetzen erörtern und darf eigene Gesetzesvorschläge einbringen, wenn sowohl Interessen des Staates als auch der Provinzen betroffen sind (Schedule 4 areas).
Das NCOP hat in Abhängigkeit vom Gesetzestyp drei Arten der Entscheidungsfindung:
- Gesetze nach Section 74 der Verfassung sind Gesetze zur Änderung der Verfassung. Alle Änderungen, die die Grundlagen des Staates oder die Belange der Provinzen betreffen, müssen vom NCOP gebilligt werden. Jede Provinzvertretung hat dabei eine Stimme; mindestens sechs der neun Delegationen müssen zustimmen. Andere verfassungsändernde Gesetze müssen vom NCOP öffentlich diskutiert werden. Die Delegationen stimmen in Übereinstimmung mit den Voten ihrer Provincial Legislatures ab.[8]
- Gesetze nach Section 76 gehören zu den Schedule 4 areas; daneben gibt es weitere von der Verfassung für diesen Fall vorgesehene Gesetze. Erneut hat jede Delegation eine Stimme, jedoch brauchen nur fünf Delegationen zustimmen, damit das Gesetz in Kraft treten kann. Die Delegationen stimmen in Übereinstimmung mit den Voten ihrer Provincial Legislatures ab.
- Alle anderen Gesetze gehören zur Section 75 oder Section 77 (money bills, etwa Steuergesetze). Jeder Delegierte des NCOP hat eine Stimme; die Mehrheit der Anwesenden entscheidet.[2]

## Vorsitzende
Die folgenden Personen waren oder sind Chairperson des NCOP:
| Name                     | Zeit                                                                       | Partei |
| ------------------------ | -------------------------------------------------------------------------- | ------ |
| Mosiuoa Lekota           | 6. Februar 1997 bis 21. Juni 1999                                          | ANC    |
| Naledi Pandor            | 21. Juni 1999 bis 4. Mai 2004                                              | ANC    |
| Joyce Kgoali             | 4. Mai 2004 bis 21. November 2004                                          | ANC    |
| Mninwa Johannes Mahlangu | 21. November 2004 bis 22. Mai 2014 (kommissarisch bis zum 17. Januar 2005) | ANC    |
| Thandi Modise            | 22. Mai 2014 bis 23. Mai 2019                                              | ANC    |
| Amos Masondo             | 23. Mai 2019 bis 15. Juni 2024                                             | ANC    |
| Refilwe Mtshweni-Tsipane | seit 15. Juni 2024                                                         | ANC    |

## Sonstiges
- Jährlich besucht das NCOP eine Woche lang abgelegene Gebiete des Landes, um der dortigen Bevölkerung Gelegenheit zu geben, die Arbeit des NCOP kennenzulernen und mit Abgeordneten zu diskutieren.[2]